# Chanceaux-sur-Choisille
Chanceaux-sur-Choisille è un comune francese di 3 651 abitanti situato nel dipartimento dell'Indre e Loira nella regione del Centro-Valle della Loira.

## Società

### Evoluzione demografica
Abitanti censiti